# دیپ‌واتر میلیونیوم
دیپ‌واتر میلیونیوم (به انگلیسی: Deepwater Millennium) یک کشتی است که طول آن ۲۲۱٫۵ متر (۷۲۷ فوت) می‌باشد. این کشتی در سال ۱۹۹۹ ساخته شد.